# Walter Gramatté

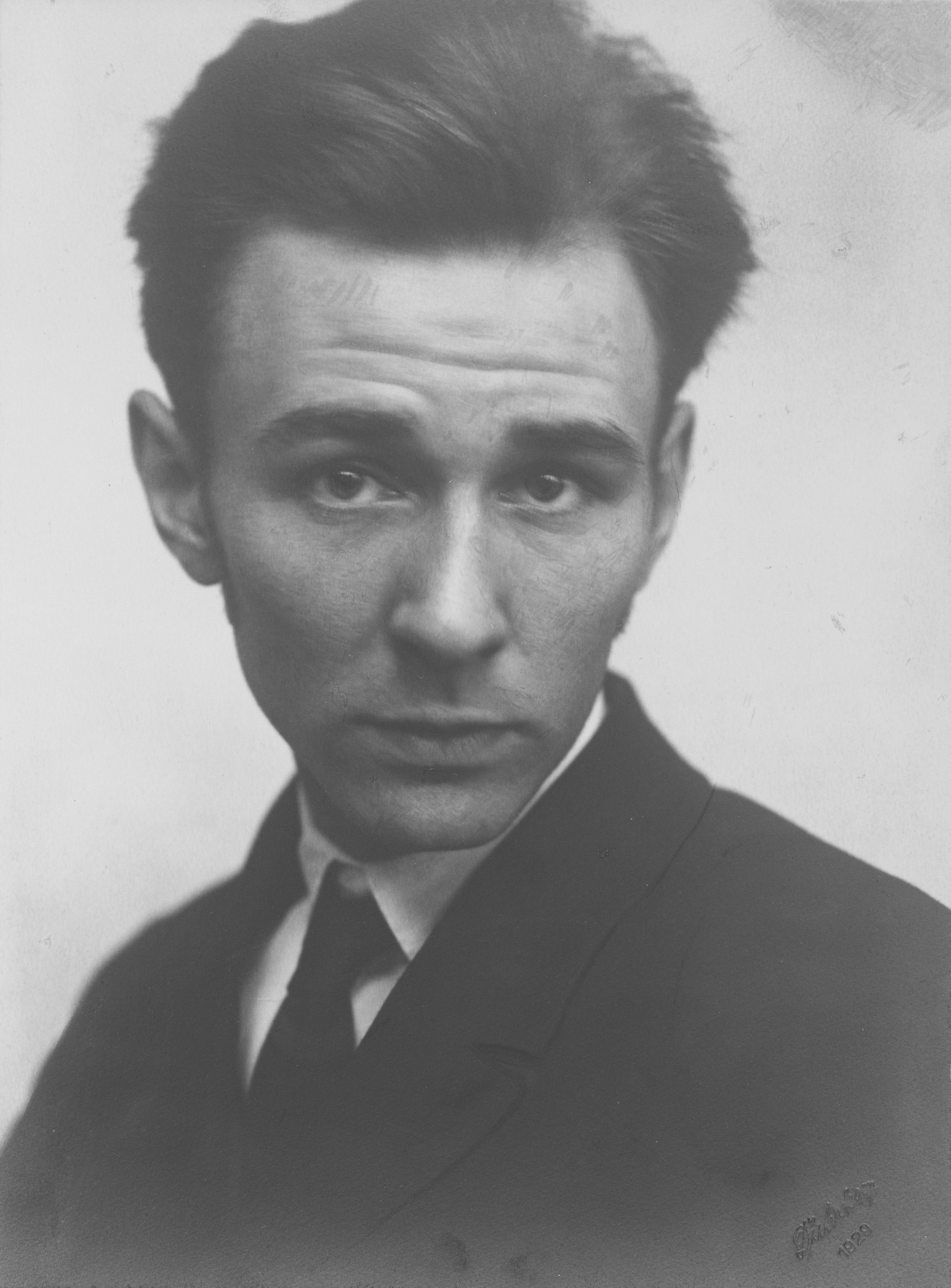
Walter Gramatté, Fotografie von Minya Diez-Dührkoop, 1929

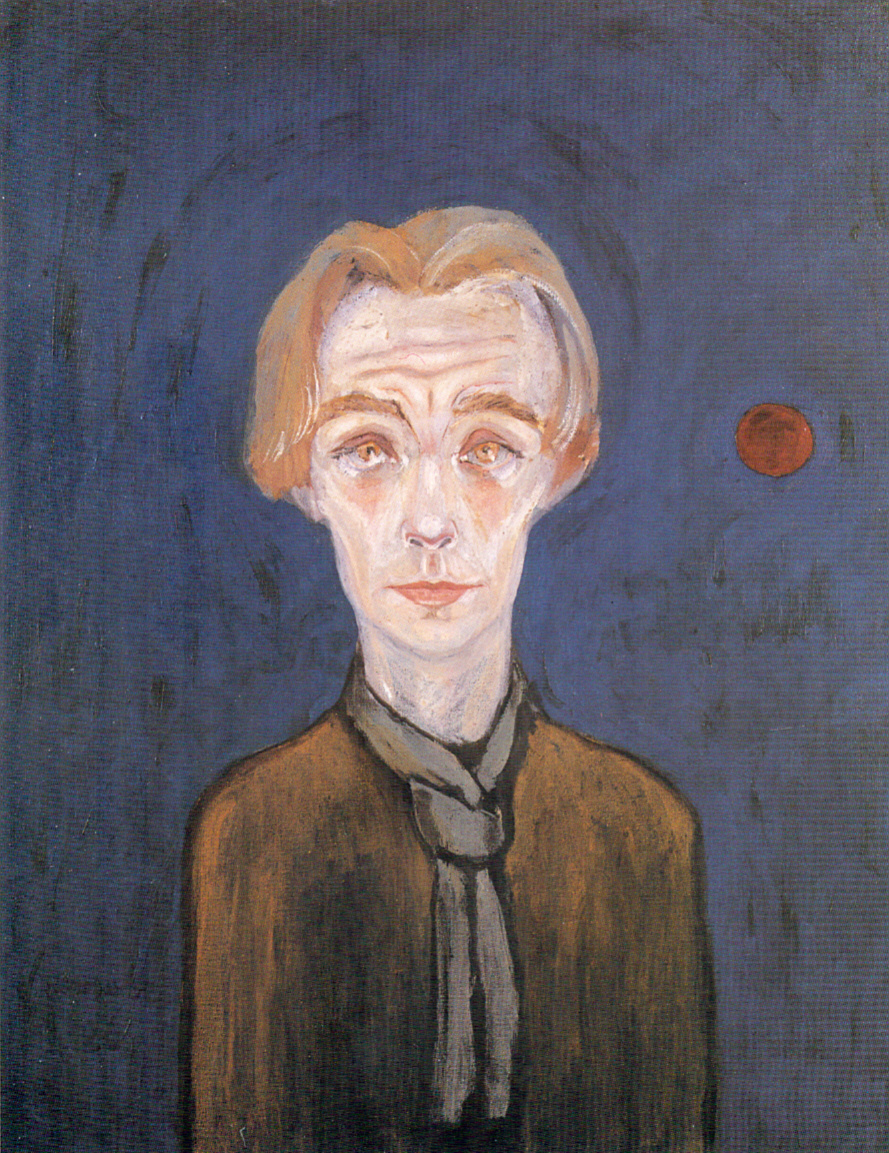
Selbstbildnis mit rotem Mond, 1926

Walter Eduard Gramatté (* 8. Januar 1897 in Berlin-Wedding; † 9. Februar 1929 in Hamburg) war ein deutscher Maler, Zeichner und Grafiker des magischen Realismus. Seine Ölgemälde sind vor allem Ausdruck christlicher Erlösungssehnsucht und einer mystischen Sicht der Natur. Weiterhin schuf Gramatté Porträts. Geprägt wurden seine Arbeiten durch seine Erfahrungen im Ersten Weltkrieg und seine Krankheit.

## Leben und Werk

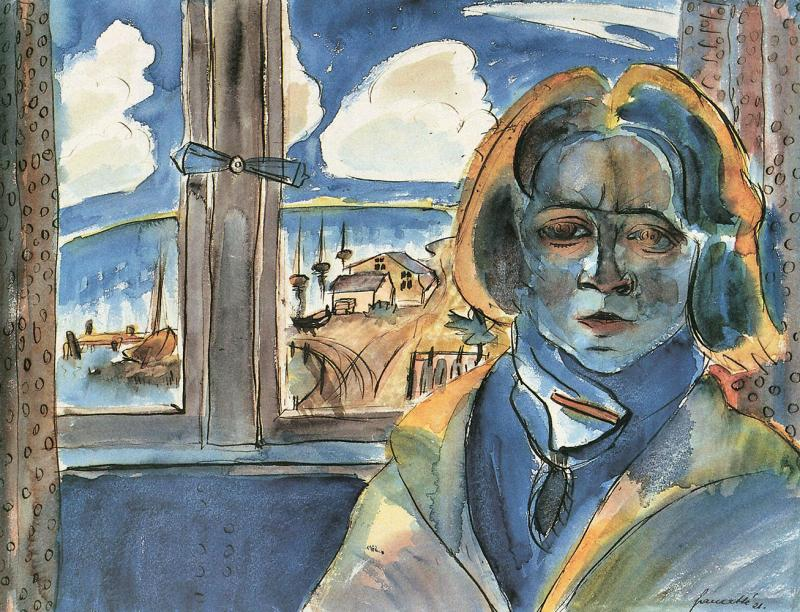
Porträt Sonia Gramatté, 1921

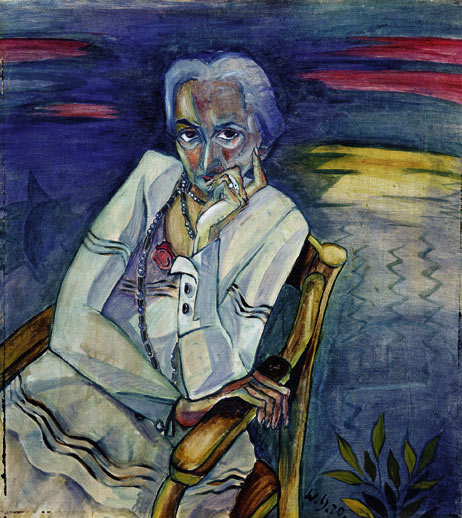
Porträt Rosa Schapire, 1920

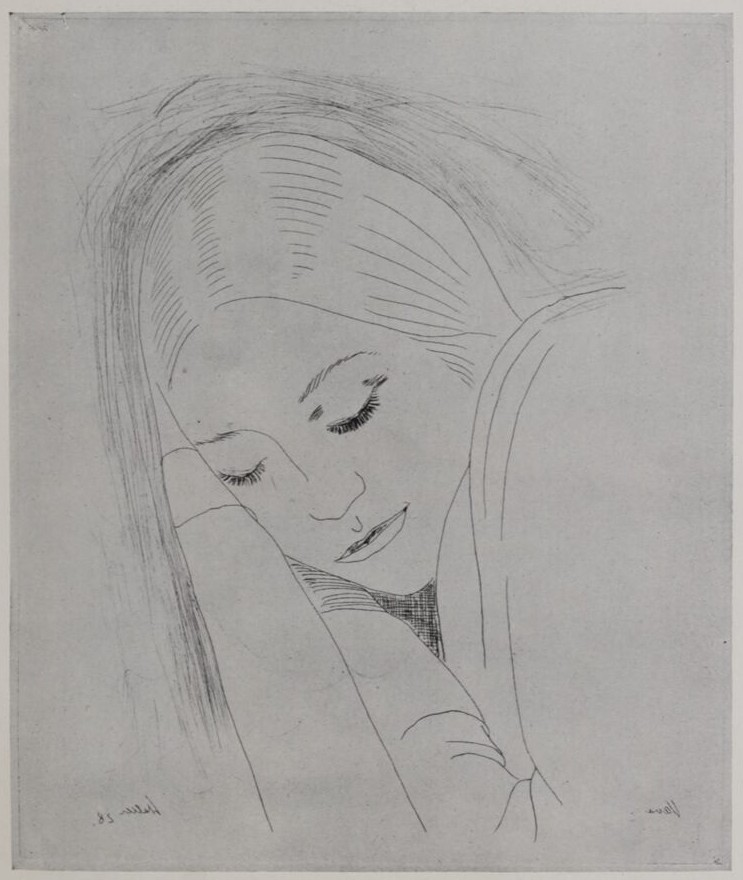
Vava, letzte Radierung Walter Gramattés, 1928

Er tauschte sich mit Erich Heckel und Karl Schmidt-Rottluff aus, war aufs engste mit Hermann Kasack befreundet und Vorbild für die Figur des Malers Catell in Kasacks 1947 erschienenen Roman Die Stadt hinter dem Strom. Seine Aufenthaltsorte waren Berlin, Hamburg und Hiddensee. Von seiner zweiten Frau Sonia Gramatté malte er Porträts bei verschiedenen Arbeitsverrichtungen, während seine Selbstporträts immer seinen Kopf vor allgemeinem Hintergrund zeigen. Seine Zeichnungen von Kriegsszenen stellen das Schreckliche dar. Die Landschaften zeigen Blumen, Bäume und Gewitter.
Walter Gramatté starb am 9. Februar 1929 im Alter von 32 Jahren in Hamburg an den Folgen einer Darmtuberkulose. Sein Werk wurde unter den Nationalsozialisten ab 1933 zur „Entarteten Kunst“ gezählt.

## Würdigung

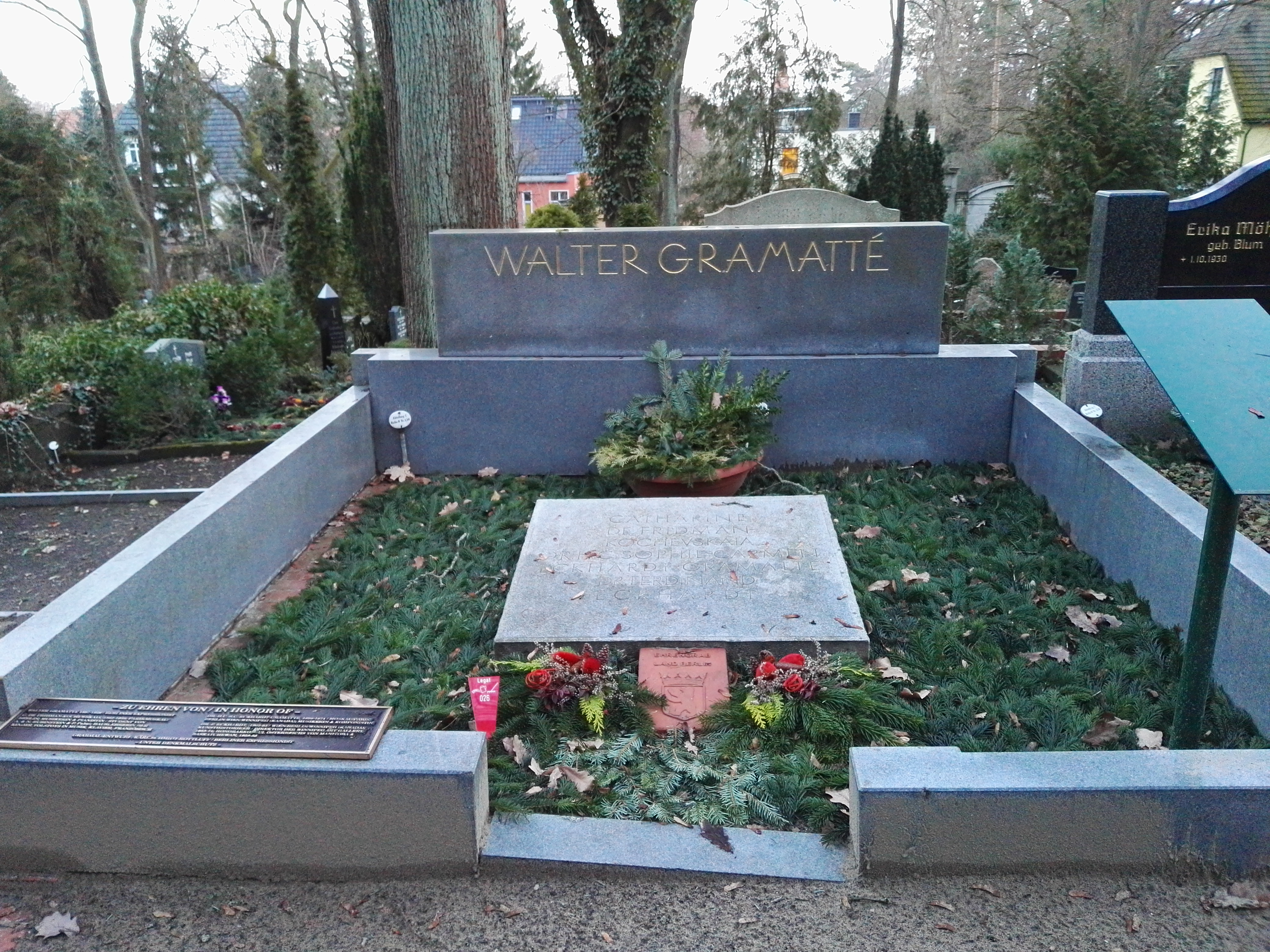
Grabstätte

Gramattés zweite Frau Sonia heiratete 1934 den Journalisten und Kunsthistoriker Ferdinand Eckhardt, hieß dann Sophie-Carmen Eckhardt-Gramatté und lebte seit 1953 in Winnipeg/Manitoba als bekannte Musikerin. Zur Erinnerung an sie und Walter Gramatté wurde dort die Stiftung „The Eckhardt-Gramatté-Foundation“ gegründet.
Der schriftliche Nachlass liegt im Deutschen Kunstarchiv im Germanischen Nationalmuseum.
Die Sonderausstellung Wiederentdeckt: Walter Gramatté 1897–1929 im Ernst Barlach-Haus in Hamburg (Jenischpark) fand vom 26. Oktober 2008 bis 1. Februar 2009 statt. Diese Ausstellung wurde gemeinsam vom Kirchner Museum in Davos und dem Ernst-Barlach-Haus in Hamburg zusammengestellt.

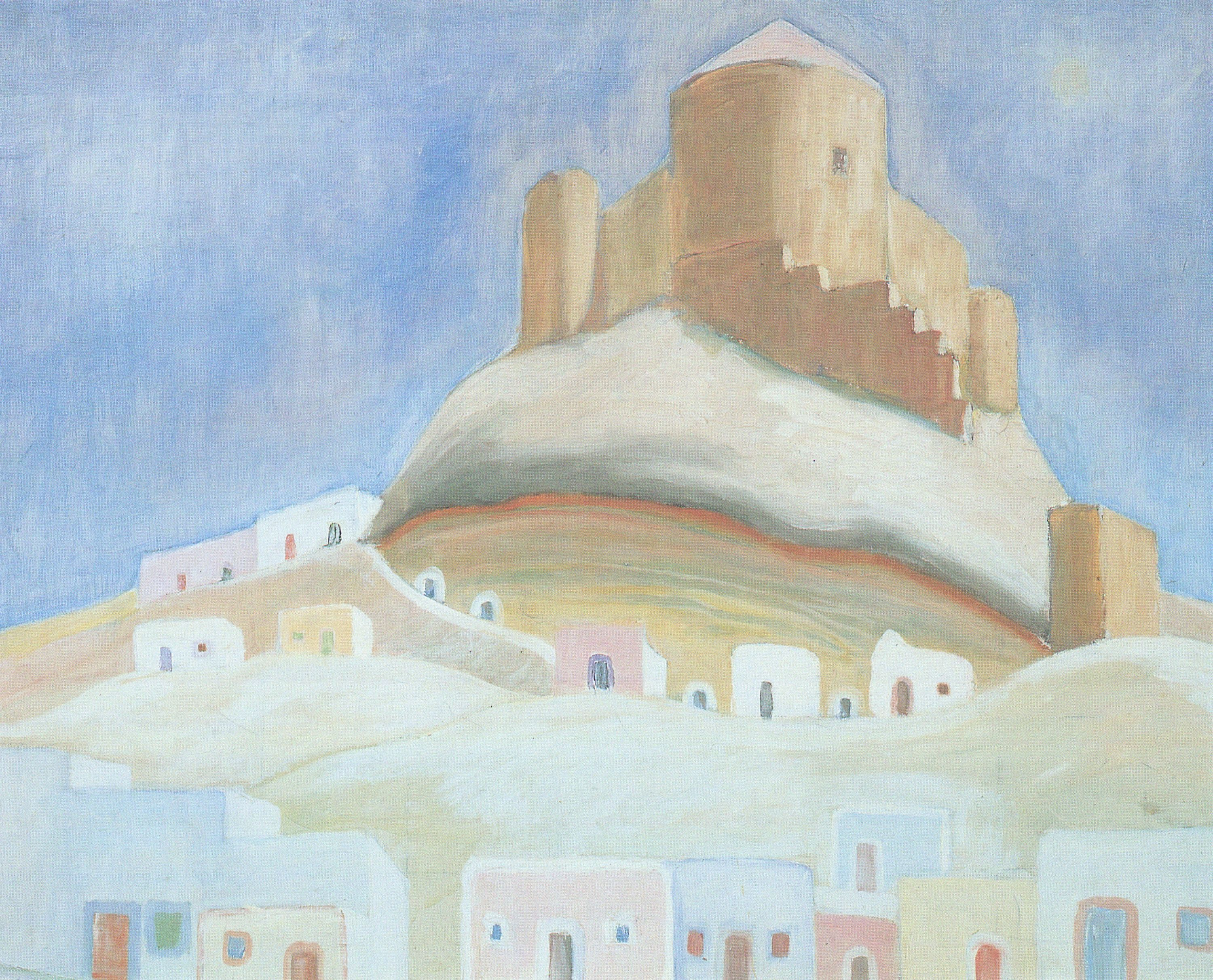
Almería, 1926

2010 stellte das Frankfurter Kunstkabinett Teile des grafischen Werks von Walter Gramatté aus.
Die Hamburger Kunsthalle zeigte 2021 eine Ausstellung über ihn mit dem Titel Walter Gramatté und Hamburg.
Walter Gramatté und Sophie-Carmen Eckhardt-Gramatté wurden auf dem Berliner Friedhof Rahnsdorf-Wilhelmshagen in einem von Karl Schmidt-Rottluff entworfenen Ehrengrab der Stadt Berlin  beigesetzt.

„Erst zweiunddreißigjährig ist Walter Gramatté 1929 gestorben. Wenig ist sein Name zu seinen Lebzeiten über einen engeren Freundeskreis hinaus bekannt geworden. […] Mit unentrinnbarer Eindringlichkeit spiegeln sich in seinen zahlreichen Selbstbildnissen, die mit den Bildnissen seiner Gattin, der Komponistin Sonia Gramatté, im Mittelpunkt seines Werkes stehen, die eigene Lebensnot, Schmerz und Sorge, Trennung, Sehnsucht nach Heimat. […] Selten vermag das Werk eines Künstlers unmittelbar so viel über sein Leben auszusagen, wie es bei Walter Gramatté der Fall ist.“

## Werke (Auswahl)
- Der Kranke mit den Blumen, 1918, Bayerische Staatsgemäldesammlungen, München, Pinakothek der Moderne[6]
- Der Rebell (Blatt III. Szene Im Cafe Mit Den Knüppeln), 1918
- Müdes Blumenmädchen I  (Privatbesitz)
- Robert Im Theater, 1918
- Porträt Rosa Schapire, 1920, Staatliche Museen zu Berlin, Nationalgalerie[6]
- Selbst unter Bäumen, 1921
- Morgen am Meer (Hiddensee), 1921, Privatbesitz[6]
- Selbst mit aufgerissenen Augen, 1922

## Buchillustrationen (Auswahl)
- Nikolai Gogol: Der Mantel. (DER GRAPHISCHEN BÜCHER 3. Band mit Original-Lithographien), Gustav Kiepenheuer Verlag, Weimar 1919.